# Underhållningsvåld
| Underhållningsvåld |
| --- |
| - Betydelse – våld som underhållning - Användning – adrenalinpåslag, rollspel, sexuell upphetsning - Utbredning – förstapersonsskjutare, heavy metal, kampsport, lajv, videovåld, våldspornografi |

Underhållningsvåld är en vanlig och ofta kritisk benämning på våld i underhållningssyfte – i fiktiva berättelser eller dokumentärt avbildat. Det kan förekomma i datorspel, antydas i heavy metal eller annan musik, spelas ut i kampsport eller levande rollspel och synas på film i olika genrer.
Ämnet har alltid varit kontroversiellt, och själva benämningen underhållningsvåld har fått många att fråga sig hur våld kan vara underhållning. Vissa påstår att underhållningsvåldet har åtminstone en del av skulden till verkligt våld, medan andra framhäver motsatta effekter (se katarsis). Dessa kan istället peka på sociala problem som alkohol/droger, "trasiga familjeförhållanden" som alkoholiserade föräldrar och våld i verkligheten.
Motsvarande handlingar inom ramen för rollspel i erotiska berättelser benämns ofta våldspornografi. Dessa har sina motsvarigheteter inom BDSM, som är lekar kring makt och smärta i sexuellt syfte.

## Historik
Våld i fiktiva berättelser har alltid förekommit. Äldre berättelser, inklusive religiösa skrifter, innehåller ofta våldsamma inslag. Industrialiseringen under 1800-talet innebar nya möjligheter att massproducera mer realistiska våldsskildringar för en större publik, särskilt då film slog igenom under 1890-talet. 1908 varnade svenska lärare för att våldsfilmer kunde få barn att drömma mardrömmar. 1911 blev Sverige den första staten i världen att införa filmcensur. Censur har i länder med demokrati kritiserats i den allmänna samhällsdebatten för att inskränka yttrandefriheten. Även åldersgränser har såväl använts som kritiserats.

## Olika sammanhang
Med åren har tekniken utvecklats, och därmed har underhållningsvåld i olika medier fått stå i centrum för kritiken i samhällsdebatten.

### Datorspel
Under 1990-talet avtog debatten om våld på film och fokuserade i stället mer på våld i datorspel. Debatten kring datorspel och våldet i dessa har dock pågått sedan spelet Death Race kom 1976. Med spel som "Mortal Kombat" från 1993 och "Mortal Kombat II" från 1994 utbröt vad kritiker betecknat som moralpanik. Med tiden har även alltmer realistisk grafik utvecklats, och i början av 2000-talets första decennium var "Grand Theft Auto", "Manhunt" och "Postal 2" exempel på kontroversiella spel.

### Film
Så kallade våldsfilmer har alltid varit omdebatterade. Då Sverige 1911 beslöt att bara vissa filmer skulle räknas som "barntillåtna" innebar det att de som klassades som "barnförbjudna" inte ansågs lämpliga för barn under 15 år. 1959 införde Sverige även 11-årsgräns för vissa filmer. Sverige införde 1978 även sjuårsgränsen.
I många fall har reglerna varit mycket strikta. Det finns olika former av våld i filmer och TV-serier, till exempel är våldet i en splatterfilm ofta mer överdrivet än i en actionfilm.

### Internet
Internet slog igenom i mitten av 1990-talet och har kritiserats för att göra det ännu lättare för ungdomar att komma åt våldsamma spel och filmer genom nedladdning. Ibland läggs slagsmål ut på internet mellan till exempel huliganer i samband med fotbollsevenemang.

### Musik
Under 1980-talet beskylldes även vissa sånger inom främst hårdrock och heavy metal för att inspirera till våldsdåd. Även så kallad vit makt-musik har beskyllts för att kunna leda till våldsdåd med rasistiska och främlingsfientliga motiv. Från slutet av 1990-talet och början av 2000-talet har ibland hiphoptexter beskyllts för att inspirera till våldsdåd från bland annat så kallade vänsterextremister.

### Pornografi
Pornografi iscensätter sexuella fantasier, i sexuellt upphetsande syfte. Här finns ofta inslag av ojämna könsroller eller maktsituationer. En viss mängd pornografi (kanske 40 procent av mainstreampornografin på Internet) innehåller en eller flera scener med någon form av våld, hot, tvång eller annan aggressiv handling, i regel som förstärkning av sexuella makt- eller vanmaktsfantasier. Material som präglas av den här typen av handlingar benämns ibland som våldspornografi, och den konsumeras av både män och kvinnor. Det anses att åtminstone cirka hälften av alla kvinnor och män har sexuella fantasier omkring dominans/underordning.
Våldspornografi är sedan 1989 förbjudet att skildra eller sprida (men inte inneha) i Sverige. Lagen har dock inte använts flitigt, och det mesta av detta material tillverkas och sprids under 2020-talet via Internet och från utlandet.

### Rollspel
Under 1980-talet och 1990-talet fick rollspelen utstå stark kritik, framför allt efter mordet på en 15-åring i Bjuv den 21 november 1994 då rollspel påstods ha stor inverkan.

### Serietidningar
Tidigare, särskilt under första halvan av 1950-talet, ansågs våld i tecknade serier av många vara skadligt för barn och serietidningarna blev mycket omdebatterade. Många såg ner på serietidningarna, och förespråkade istället bokromanerna, även om många ungdomsromaner också innehåller minst lika många våldsskildringar som serietidningar, till exempel Skattkammarön. 1954 publicerade Nils Bejerot den serietidningskritiska debattboken Barn – Serier – Samhälle. Från 1980-talet och framåt har serietidningar blivit alltmer accepterade, och kritiken mot serietidningar har senare nästan helt upphört inom offentlig debatt.

### Skönlitteratur
Under 1800-talet och tidigt 1900-tal angreps främst bokromaner och man fruktade att läsare skulle ta efter.

### Sport
Kampsporter av olika slag genererar våld som lockar en mer eller mindre stor publik. Exempel på detta är boxning, MMA och tjurfäktning.

### Television
Television slog igenom under 1950-talet och nu kunde man inte längre enbart lita på statsmakternas biocensur vad gällde barns möjlighet att se våldsfilmer. Plötsligt lades större ansvar på föräldrarna, som nu uppmanades att "hålla koll på vilka program deras barn såg på TV". Länge skrev tidningarna om filmen var "barnförbjuden", och barnförbjudna filmer visades sent på kvällarna. Då kabel- och satellit-TV började slå igenom i Sverige under slutet av 1980-talet fanns det från början även en opinion inom Sveriges politiska liv för att förbjuda parabolantenner. Våld nämndes bland annat som en av anledningarna. År 1990 inrättades den svenska kommittén "Rådet mot skadliga våldsskildringar" under dåvarande utbildnings- och kulturdepartementet.
Då TV-kanaler från hela världen numera kan tas in till de flesta länder är de sena kvällssändningarna svårare att lita på. Sen kväll i en del av världen är ändå barntid i en annan del av världen. Det är inte längre så vanligt att tidningar skriver ut vad som inte anses lämpligt för barn, då de på grund av det ökade antalet kanaler fått allt svårare att ha koll på det, men vissa TV-kanaler talar om det innan programmet börjar, med information som "Den här filmen är inte lämplig för barn".

## Betydelse och påverkan
Ibland ställs frågan ifall underhållningsvåld inspirerar tittarna till våldsbrott, vilket ofta debatterades under 1980-talet. Det är fortfarande inte helt klarlagt i hur hög grad eller under vilka förutsättningar som underhållningsvåld framkallar verkligt våld. Censurmotståndarna menar att antalet våldsbrott inte har ökat sedan till exempel videovåldet dök upp, och att film är konst som inte bör censureras. Kritikerna till underhållningsvåldet hävdar å andra sidan att mindre barn, ofta talas det om mindre barn från så kallade trasiga familjeförhållanden, kan ha svårt att skilja underhållningsvåld från verkligt våld. Kritikerna hävdar även att även om inte gatuvåldet har ökat, har det i många fall blivit råare, och att underhållningsvåldet inspirerar till allt råare våld i verkligheten.
Även våld i serietidningar och tecknad film har kritiserats, till exempel tecknade TV-serier som Masters of the Universe och Teenage Mutant Ninja Turtles. Kritikerna till underhållningsvåldet har även menat att underhållningsvåldet glorifierar våld. Censurmotståndarna hävdar då i sin tur att problemet i första hand ligger på föräldrarna, som har ett ansvar att stänga av ifall barnen verkar bli våldsamma av tittandet. Censurmotståndarna hävdar även att många människor alltid sökt efter enkla svar på svåra frågor, där underhållningsvåldet enkelt blir syndabock för gatuvåldet i verkligheten. Många anser att serietidningarna tidigare var syndabockar, och att det är underhållningsvåldet som speglar våldet i samhället.

### Barn och underhållningsvåld
Då man debatterar underhållningsvåld riktar man främst mot barn.
I oktober 1994 skakades Sverige och Norge av våld bland barn i förskoleåldern. Våldet började oftast som "lek" men urartade och resulterade ibland i dödlig utgång, bland annat inträffade det så kallade Siljefallet i Norge. Man började debattera om underhållningsvåldet kunde ligga bakom. Flera TV-kanaler började nu granska barnprogram. Bland program som vissa slutade visas var Power Rangers det mest omtalade, men även Darkwing Duck berördes , och ersattes av de barnvänligare och mindre våldsamma Bumbibjörnarna . När en lärare i en svensk tredjeklass i december 1994 gav barnen i uppgift att skriva julberättelser fick läraren, som väntat sig "vanliga" julberättelser, in våldsamma julberättelser där tomten sköt alla barnen och pappan skar fingrarna av barnen. Detta väckte uppmärksamhet i radio och tidningar samt Sveriges riksdag, och underhållningsvåldet sades vara orsaken.

#### Olika underhållningsvåld
Ibland har det diskuterats vilket underhållningsvåld som är värst, speciellt i tecknad film för barn. Vissa hävdar att det värsta våldet är det så kallade "Tom & Jerry"-våldet där karaktärerna tål nästan hur mycket stryk som helst utan att skadas allvarligt eller dö, då vissa tror att vissa småbarn kan tro att man kan göra sådana saker i verkligheten utan att något allvarligt händer. Många menar att filmerna därför borde visa hur karaktärerna skadas av våld. Andra hävdar att de större barnen i så fall skulle bli avtrubbade, och att det kan bli för otäckt för de små barnen. två exempel är "Itchy & Scratchy" från The Simpsons, och Internetfenomenet "Happy Tree Friends", där karaktärerna får "verkliga" skador och dör, men det inkluderar en massa blod och inälvor.